# Campionato Italiano Velocità Montagna 2012
Il Campionato Italiano Velocità Montagna 2012 si è svolto tra il 15 aprile e il 21 ottobre 2012 su dodici tappe disputatesi in undici regioni diverse ed ha visto trionfare con due gare di anticipo Simone Faggioli, anche quest'anno al volante di una Osella FA30 motorizzata Zytek.
Il pilota toscano si laurea campione per l'ottava volta e terza consecutiva. Al secondo posto si piazza il trentino Christian Merli su Radical Prosport il quale si aggiudica il gruppo E2/B. Completa il podio il pilota di Alghero Omar Magliona che conquista per il terzo anno di fila il gruppo CN con la sua Osella PA21/S Evo.
Antonio Forato e la sua Lamborghini Gallardo conquistano il gruppo GT mentre Marco Gramenzi fa suo l'affollato e spettacolare gruppo E1-Italia alla guida di una Alfa Romeo 155 ex-DTM e Abramo Antonicelli primeggia nel gruppo E1-Superstars con la BMW M3 E92 GT2. Il Gruppo A viene conquistato da Rudi Bicciato al volante di una Mitsubishi Lancer Evo VI.
Tra le vetture più vicine alla produzione di serie in Gruppo N ennesima vittoria di Lino Vardanega su Mitsubishi Lancer Evo X e nella categoria Racing start trionfa Roberto Chiavaroli su Mini Cooper S.

## Calendario prove
| Tappa | Data        | Corsa                                     | Sede                            | Vincitore                               |
| ----- | ----------- | ----------------------------------------- | ------------------------------- | --------------------------------------- |
| 1     | 15 aprile   | 40ª Vittorio Veneto-Cansiglio             | Vittorio Veneto Veneto          | Christian Merli - Radical Prosport      |
| 2     | 29 aprile   | 55ª Cronoscalata Monte Erice              | Valderice Sicilia               | Francesco Leogrande - Gloria C8P        |
| 3     | 6 maggio    | 58ª Coppa Nissena                         | Caltanissetta Sicilia           | Simone Faggioli - Osella FA30-Zytek     |
| 4     | 27 maggio   | 43ª Verzegnis-Sella-Chianzutan            | Verzegnis Friuli-Venezia Giulia | Michele Camarlinghi - Osella FA30-Zytek |
| 5     | 10 giugno   | 55ª Coppa Selva di Fasano                 | Fasano Puglia                   | Simone Faggioli - Osella FA30-Zytek     |
| 6     | 17 giugno   | 40ª Pieve Santo Stefano-Passo dello Spino | Pieve Santo Stefano Toscana     | Simone Faggioli - Osella FA30-Zytek     |
| 7     | 1º luglio   | 62ª Trento-Bondone                        | Trento Trentino-Alto Adige      | Simone Faggioli - Osella FA30-Zytek     |
| 8     | 22 luglio   | 51ª Coppa Paolino Teodori                 | Ascoli Piceno Marche            | Domenico Scola - Osella PA21S-Honda     |
| 9     | 26 agosto   | 47° Trofeo Luigi Fagioli                  | Gubbio Umbria                   | Simone Faggioli - Osella FA30-Zytek     |
| 10    | 9 settembre | 14ª Cronoscalata del Reventino            | Lamezia Terme Calabria          | Simone Faggioli - Osella FA30-Zytek     |
| 11    | 7 ottobre   | 28ª Iglesias-S.Angelo                     | Iglesias Sardegna               | Omar Magliona - Osella PA21/S Evo       |
| 12    | 21 ottobre  | 41° Trofeo Vallecamonica                  | Malegno Lombardia               | Joel Volluz - Osella FA30               |

## Classifica assoluta[13]
Tra parentesi i punteggi scartati per eccesso di partecipazione (massimo 8 risultati utili, scartandone 2 nelle prime sei gare e 2 nelle seconde sei).
| Pos | Pilota                 | Vettura                       | Gruppo-Classe  | VIT   | ERI | NIS | VER   | FAS | PIE | TRE | TEO   | FAG | REV | IGL | VAL | Pts  |
| --- | ---------------------- | ----------------------------- | -------------- | ----- | --- | --- | ----- | --- | --- | --- | ----- | --- | --- | --- | --- | ---- |
| 1   | Simone Faggioli        | Osella FA30-Zytek             | E2M-3000       | -     | -   | 16  | -     | 16  | 16  | 16  | -     | 16  | 16  | -   | -   | 96   |
| 2   | Christian Merli        | Radical Prosport              | E2B-1600       | 14    | 12  | 9   | (6)   | (4) | 10  | 10  | (4)   | 5.5 | 8   | 13  | -   | 81.5 |
| 3   | Omar Magliona          | Osella PA21S Evo              | CN-2000        | (2.5) | 11  | 12  | 6     | 7   | -   | (0) | (5)   | 9   | 5   | 14  | 7   | 71   |
| 4   | Rosario Iaquinta       | Osella PA21S Evo              | CN-2000        | -     | 7   | 5   | 2.5   | 4   | -   | 8   | 6     | 6   | 5   | -   | -   | 43.5 |
| 5   | Samuele Mirko Cassibba | Tatuus Formula Masters        | E2M-2000       | -     | 3   | 7   | -     | 4.5 | 4   | -   | -     | 1   | 6   | 3.5 | -   | 29   |
| 6   | Michele Camarlinghi    | Osella FA30-Zytek             | E2M-3000       | -     | -   | -   | 16    | -   | -   | 12  | -     | -   | -   | -   | -   | 28   |
| 7   | Franco Cinelli         | Lola B99/50-Zytek             | E2M-3000       | 0     | -   | -   | 6.5   | -   | 10  | -   | -     | 4   | -   | -   | 7   | 27.5 |
| 8   | Marco Gramenzi         | Alfa Romeo 155 DTM            | E1-Italia>3000 | 5     | 2.5 | 1.5 | (0.5) | 0.5 | (0) | 1   | 1     | (0) | 0.5 | 6.5 | -   | 18.5 |
| 9   | Fulvio Giuliani        | Lancia Delta HF Integrale Evo | E1-Italia>3000 | 9     | 1   | 0.5 | 1     | (0) | (0) | 1   | (0.5) | (0) | 0.5 | 3.5 | 0.5 | 17   |
| 10  | Domenico Cubeda        | Radical SR4                   | E2B-1600       | -     | 7   | 5   | -     | -   | -   | -   | -     | -   | 4   | -   | -   | 16   |

## Classifiche di gruppo
Tra parentesi i punteggi scartati per eccesso di partecipazione (massimo 8 risultati utili, scartandone 2 nelle prime sei gare e 2 nelle seconde sei).
Punteggi negativi:  penalità per esclusione dalla classifica a seguito di irregolarità tecniche (N.S.1 Cap IV art.7.1.1 4° comma).

### Gr. E2-M[14]
| Pos | Pilota                 | Vettura                | Gruppo-Classe | VIT | ERI | NIS | VER | FAS | PIE | TRE | TEO | FAG | REV | IGL | VAL | Pts  |
| --- | ---------------------- | ---------------------- | ------------- | --- | --- | --- | --- | --- | --- | --- | --- | --- | --- | --- | --- | ---- |
| 1   | Simone Faggioli        | Osella FA30-Zytek      | E2M-3000      | -   | -   | 15  | -   | 15  | 15  | 15  | -   | 15  | 15  | -   | -   | 90   |
| 2   | Samuele Mirko Cassibba | Tatuus Formula Masters | E2M-2000      | -   | 10  | 12  | -   | 8   | 6   | -   | -   | 7   | 12  | 11  | -   | 66   |
| 3   | Franco Cinelli         | Lola B99/50-Zytek      | E2M-3000      | 12  | -   | -   | 8.5 | -   | 11  | -   | -   | 10  | -   | -   | 10  | 51.5 |

### Gr. E2-B[15]
| Pos | Pilota            | Vettura          | Gruppo-Classe | VIT | ERI   | NIS | VER | FAS   | PIE  | TRE | TEO | FAG  | REV | IGL | VAL | Pts   |
| --- | ----------------- | ---------------- | ------------- | --- | ----- | --- | --- | ----- | ---- | --- | --- | ---- | --- | --- | --- | ----- |
| 1   | Christian Merli   | Radical Prosport | E2B-1600      | 15  | 15    | 15  | 15  | (7.5) | (15) | 15  | (6) | 12.5 | 11  | 15  | -   | 113.5 |
| 2   | Achille Lombardi  | Radical SR4      | E2B-1600      | -   | (2.5) | 5.5 | 6   | 7.5   | 5.5  | 12  | 3   | 3.5  | 2.5 | -   | -   | 45.5  |
| 3   | Giovanni Cassibba | Picchio P4/E2    | E2B-3000      | -   | 4     | 11  | -   | 12.5  | -    | -   | -   | 10   | 6   | -   | -   | 43.5  |

### Gr. CN[16]
| Pos | Pilota               | Vettura          | Gruppo-Classe | VIT  | ERI | NIS | VER | FAS | PIE | TRE | TEO | FAG | REV  | IGL | VAL | Pts   |
| --- | -------------------- | ---------------- | ------------- | ---- | --- | --- | --- | --- | --- | --- | --- | --- | ---- | --- | --- | ----- |
| 1   | Omar Magliona        | Osella PA21S Evo | CN-2000       | (15) | 15  | 15  | 15  | 15  | -   | (0) | (6) | 15  | 7.5  | 15  | 15  | 112.5 |
| 2   | Rosario Iaquinta     | Osella PA21S Evo | CN-2000       | -    | 12  | 11  | 11  | 12  | -   | 15  | 7.5 | 12  | 13.5 | -   | -   | 94    |
| 3   | Francesco Conticelli | Osella PA21S     | CN-2000       | -    | 9   | -   | -   | 10  | 11  | -   | 0   | -   | -    | -   | -   | 30    |

### Gr. GT[17]
| Pos | Pilota             | Vettura                                    | Gruppo-Classe  | VIT | ERI | NIS | VER  | FAS | PIE | TRE | TEO | FAG | REV | IGL | VAL | Pts   |
| --- | ------------------ | ------------------------------------------ | -------------- | --- | --- | --- | ---- | --- | --- | --- | --- | --- | --- | --- | --- | ----- |
| 1   | Antonio Forato     | Porsche 997 Gt3 Cup / Lamborghini Gallardo | GT-GT Cup>3000 | 15  | 15  | -   | 13.5 | -   | 15  | -   | 15  | 15  | -   | -   | 15  | 103.5 |
| 2   | Ignazio Cannavò    | Ferrari F430                               | GT-GT3>3000    | -   | 12  | 15  | 8    | 15  | (7) | 5   | 10  | -   | 15  | -   | -   | 80    |
| 3   | Sergio Santuccione | Porsche 996 Gt3 Cup                        | GT-GT Cup>3000 | -   | -   | -   | -    | -   | 12  | -   | 12  | 12  | -   | -   | 11  | 47    |

### Gr. E1-SS (Superstars)[18]
| Pos | Pilota             | Vettura        | Gruppo-Classe | VIT | ERI | NIS | VER | FAS | PIE  | TRE | TEO | FAG  | REV | IGL | VAL | Pts   |
| --- | ------------------ | -------------- | ------------- | --- | --- | --- | --- | --- | ---- | --- | --- | ---- | --- | --- | --- | ----- |
| 1   | Abramo Antonicelli | BMW M3 E92 GT2 | E1-SS>3000    | 15  | -   | -   | -   | 18  | 12.5 | -   | 12  | 15   | -   | 16  | 12  | 100.5 |
| 2   | Amedeo Pancotti    | BMW M5         | E1-SS>3000    | -   | -   | -   | -   | 15  | 17.5 | (0) | 15  | 14.5 | 17  | -   | 16  | 95    |

### Gr. E1-Italia[19]
| Pos | Pilota          | Vettura                       | Gruppo-Classe  | VIT | ERI | NIS  | VER  | FAS  | PIE  | TRE  | TEO  | FAG  | REV  | IGL | VAL  | Pts   |
| --- | --------------- | ----------------------------- | -------------- | --- | --- | ---- | ---- | ---- | ---- | ---- | ---- | ---- | ---- | --- | ---- | ----- |
| 1   | Marco Gramenzi  | Alfa Romeo 155 DTM            | E1-Italia-3000 | 12  | 15  | (11) | (6)  | 12.5 | 13.5 | 15   | 12.5 | (9)  | 13.5 | 15  | -    | 109   |
| 2   | Fulvio Giuliani | Lancia Delta HF Integrale Evo | E1-Italia>3000 | 15  | 12  | (6)  | 12.5 | (11) | 13.5 | (12) | 13.5 | (11) | 13.5 | 12  | 12.5 | 104.5 |
| 3   | Pietro Nappi    | Ferrari 550                   | E1-Italia>3000 | -   | -   | 15   | 11   | 13.5 | 7    | 10   | 5    | 15   | -    | -   | -    | 76.5  |

### Gr. A[20]
| Pos | Pilota            | Vettura                   | Gruppo-Classe | VIT | ERI | NIS | VER | FAS  | PIE | TRE | TEO  | FAG | REV | IGL | VAL | Pts  |
| --- | ----------------- | ------------------------- | ------------- | --- | --- | --- | --- | ---- | --- | --- | ---- | --- | --- | --- | --- | ---- |
| 1   | Rudi Bicciato     | Mitsubishi Lancer Evo VI  | A>3000        | 15  | -   | -   | 15  | 13.5 | 15  | 10  | 13.5 | 15  | -   | -   | -   | 97   |
| 2   | Luigi Sambuco     | Mitsubishi Lancer Evo VII | A>3000        | -   | 15  | 15  | 12  | 13.5 | -   | -   | 13.5 | -10 | 15  | -   | -   | 74   |
| 3   | Salvatore D'Amico | Renault Clio RS           | A-2000        | -   | 12  | 12  | 3.5 | 10   | -   | -   | 5    | -   | 12  | -   | -   | 54.5 |

### Gr. N[21]
| Pos | Pilota           | Vettura                 | Gruppo-Classe | VIT | ERI | NIS | VER   | FAS | PIE | TRE | TEO   | FAG | REV | IGL  | VAL | Pts   |
| --- | ---------------- | ----------------------- | ------------- | --- | --- | --- | ----- | --- | --- | --- | ----- | --- | --- | ---- | --- | ----- |
| 1   | Lino Vardanega   | Mitsubishi Lancer Evo X | N>3000        | 15  | 15  | 15  | (12)  | -   | 15  | -   | 15    | 7.5 | -   | 13.5 | 5.5 | 101.5 |
| 2   | Oronzo Montanaro | Honda Civic Type-R      | N-2000        | -   | 11  | 10  | (5.5) | 15  | 8   | -   | (4.5) | 10  | 15  | 13.5 | 12  | 94.5  |
| 3   | Giovanni Regis   | Peugeot 106 Rallye      | N-1600        | 10  | 8   | -   | (1.5) | 12  | 5   | 8   | 8     | 10  | -   | -    | 5.5 | 66.5  |

### Classifica pilotiRacing start(RS)[22]
| Pos | Pilota             | Vettura                     | Gruppo-Classe | VIT | ERI | NIS  | VER | FAS  | PIE | TRE | TEO | FAG  | REV | IGL | VAL | Pts |
| --- | ------------------ | --------------------------- | ------------- | --- | --- | ---- | --- | ---- | --- | --- | --- | ---- | --- | --- | --- | --- |
| 1   | Roberto Chiavaroli | Mini Cooper S               | RSTB-1600     | -   | 15  | 13.5 | 15  | (12) | 15  | 15  | 15  | 13.5 | 15  | -   | -   | 117 |
| 2   | Giovanni Loffredo  | Opel Corsa OPC              | RSTB-1600     | -   | -   | 13.5 | 12  | 15   | 12  | -   | 12  | 13.5 | 12  | -   | -   | 90  |
| 3   | Mario Tacchini     | Fiat Punto Sporting 1.2 16v | RS2-1400      | 15  | 12  | 10   | (8) | -    | 8   | -   | -   | -    | -   | -   | -   | 45  |